# Останній бій (фільм)
Останній бій (англ. American Warships) — науково-фантастичний бойовик 2012 року режисера Тандера Левіна кінокомпанії The Asylum. Прем'єра відбулася на каналі Syfy 15 травня 2012 року. Це малобюджетний мокбастер фільму Морський бій.

## Сюжет
Головні герої знаходяться у відкритому Південно-китайському морі. Стається неочікуване: всі кораблі потоплено, а американські чиновники підозрюють Китай чи Північну Корею. Вони очікують початок світової війни. Насправді ж, напади здійснили не люди, а прибульці.

## У ролях
- Маріо Ван Піблс — капітан Вінстон
- Карл Везерс — генерал МакКракен
- Елайджа Честер — міністр оборони Альтер
- Йоганна Воттс — лейтенант Керолайн Бредлі
- Ніккі МакКолі — доктор Джулія Флінн
- Девін Макгі — підполковника Хуарес
- Мандела Ван Піблс — Данбар
- Джош Коен — офіцер з озброєння
- Девід Полінський — адмірал Голліс
- Шон Сміт — енсин Фон Баттманчер
- Вільям Садброк — Гельмсман